# Edward Brooke

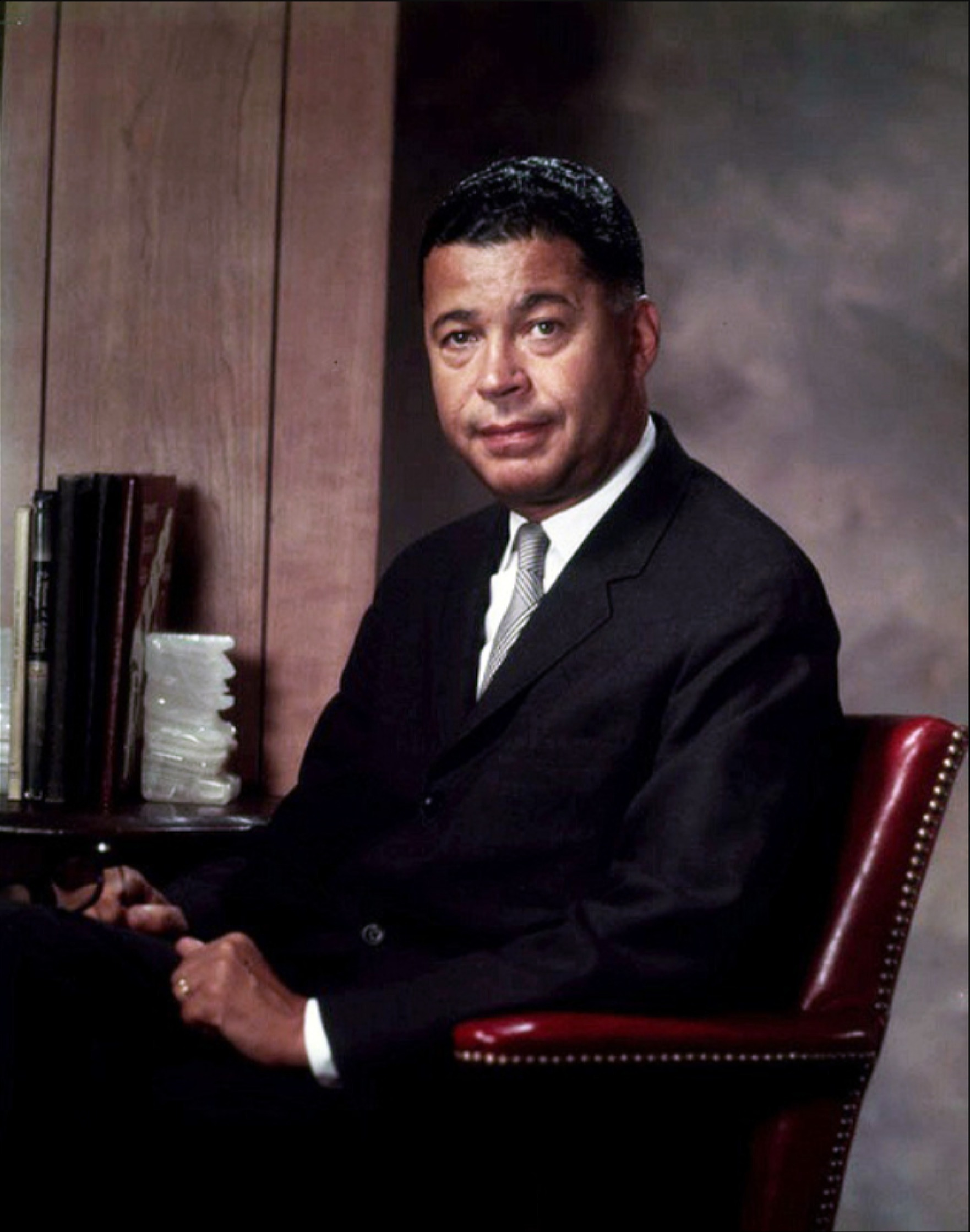
Edward Brooke

Edward William Brooke III (* 26. Oktober 1919 in Washington, D.C.; † 3. Januar 2015 in Coral Gables, Florida) war ein US-amerikanischer Politiker der Republikanischen Partei. Von 1967 bis 1979 saß er für den US-Bundesstaat Massachusetts im US-Senat und war damit der erste vom Volk gewählte afro-amerikanische US-Senator.

## Leben
Brooke wurde als Sohn von Edward William Brooke, Jr. und Helen Seldon in Washington, D.C. geboren. Er war das mittlere der drei Kinder des Ehepaares. Er besuchte in Washington die öffentlichen Schulen sowie die Dunbar High School, eine der prestigeträchtigsten High Schools für Afroamerikaner in der Bundeshauptstadt. Er entschied sich danach zunächst ein Studium der Humanmedizin, wechselte jedoch recht bald zu den Sozialwissenschaften. 1941 schloss er sein Studium ab. In 1937 schloss er sich dem Beta Chapter der Alpha Phi Alpha Fraternity an.
Er verpflichtete sich unmittelbar nach dem Angriff auf Pearl Harbor als Soldat in der United States Army. Dort diente er während des Zweiten Weltkrieges in Italien, wo er auch seine spätere erste Ehefrau kennen lernte. 1945 schied Brooke, der zuletzt im Range eines Captain tätig war, aus dem aktiven Dienst aus. Er wurde während seines Militärdienstes mit der Bronze Star Medal ausgezeichnet.
Nach seiner Rückkehr in die USA schrieb sich Brooke für ein erneutes Studium ein, diesmal Jura an der Boston University. 1948 schloss er das Studium erfolgreich ab. 1950 kandidierte er in den Vorwahlen der Republikaner und der Demokraten für einen Sitz im Repräsentantenhaus von Massachusetts. Die Vorwahl der Republikaner konnte er für sich entscheiden, in der Hauptwahl konnte er sich jedoch nicht durchsetzen, womit er sich eine Zukunft bei den traditionell in Massachusetts starken Demokraten verbaute. Fortan kandidierte er bei zwei weiteren Wahlen für die Republikaner, konnte sich jedoch beide Male nicht durchsetzen. So verlor er die Wahl zum Secretary of State äußerst knapp. Die Spitzen der Republikaner in Massachusetts wurden daraufhin auf Brooke aufmerksam. Gouverneur John Volpe berief ihn zum Vorsitzenden der Finanzkommission von Boston, wo sich Brooke einen Namen machte. Dort war er zuständig für die Aufdeckung von finanziellen Unregelmäßigkeiten und Korruption in der Stadtverwaltung von Boston. 1962 kandidierte Brooke erfolgreich als Attorney General von Massachusetts. Er war der erste Afroamerikaner, der dieses Amt in einem US-Bundesstaat übernahm. Auch in diesem Amt konnte sich Brooke profilieren, unter anderem bei der Bekämpfung der Organisierten Kriminalität. In seine Amtszeit fiel auch der Fall des Albert Henry DeSalvo, der als Boston Strangler Schlagzeilen machte. 1965 wurde Brooke in die American Academy of Arts and Sciences gewählt.
Bei den Senatswahlen 1966 kandidierte Brooke für den Sitz des nicht mehr kandidierenden Leverett Saltonstall. Er konnte sich gegen Endicott Peabody durchsetzen und war der erste Afroamerikaner, der von der wahlberechtigten Bevölkerung nach der Verabschiedung des 17. Zusatzartikels in den Senat gewählt wurde. Er war unter anderem Mitglied des United States Senate Committee on Banking, Housing, and Urban Affairs. 1972 wurde Brooke wiedergewählt, so dass er auch hier der erste Afroamerikaner war, dem dies gelang. 1978 musste er sich Paul Tsongas geschlagen geben und schied 1979 aus dem Senat aus.
Nach dem Ausscheiden aus dem Senat war er fortan als Rechtsanwalt in Washington, D.C. tätig. Am 20. Juni 2000 wurde das Edward W. Brooke Courthouse, ein Gerichtsgebäude in Boston, nach ihm benannt. Im Jahr 2002 wurde bei ihm Brustkrebs diagnostiziert. Nach dem Erhalt der Diagnose war er Unterstützer von mehreren Kampagnen, die auf die seltene Erkrankung bei Männern aufmerksam machten. Am 23. Juni 2004 wurde er von US-Präsident George W. Bush mit der Presidential Medal of Freedom ausgezeichnet. Am 28. Oktober 2009 erhielt er die Congressional Gold Medal. Im Alter von 95 Jahren starb Brooke am 3. Januar 2015 in Coral Gables in Florida, wo er bis zuletzt mit seiner zweiten Ehefrau gelebt hatte.